# Mimanhammus enganensis
Mimanhammus enganensis är en skalbaggsart som först beskrevs av Stefan von Breuning 1970.  Mimanhammus enganensis ingår i släktet Mimanhammus och familjen långhorningar.
Artens utbredningsområde är Filippinerna. Inga underarter finns listade i Catalogue of Life.